# Irwin (Illinois)
Irwin – wieś w Stanach Zjednoczonych, w stanie Illinois, w hrabstwie Kankakee.